# Liste der Kulturdenkmäler in Hamburg-Farmsen-Berne (Gartenstadt Farmsen O–T)
Die Liste der Kulturdenkmäler in Hamburg-Farmsen-Berne (Gartenstadt Farmsen O–T) enthält die in der Denkmalliste ausgewiesenen Denkmäler der Gartenstadt Farmsen im Stadtteil Farmsen-Berne der Freien und Hansestadt Hamburg, deren Adresse einen Anfangsbuchstaben zwischen O und T hat.
Hinweis: Die Reihenfolge der Denkmäler in dieser Liste orientiert sich an den Straßennamen und ist alternativ nach Denkmallistennummer, Art (Objekt oder Ensemble), Typ, Datierung, Entwurf oder Beschreibung sortierbar.
Basis ist der Datensatz Denkmalliste Hamburg auf dem Open Data Portal Hamburg. Dieser enthält alle Objekte, die rechtskräftig nach dem Hamburger Denkmalschutzgesetz unter Denkmalschutz stehen (§ 6 Abs. 1 DSchG HA) oder zumindest zeitweise standen. Die Denkmalliste steht auch als PDF-Dokument zur Verfügung.
Die Gartenstadt Farmsen stand schon vor der Novelle des Denkmalschutzgesetzes unter Denkmalschutz, ein entsprechender Eintrag ist auf der Liste der Kulturdenkmäler im Hamburger Bezirk Wandsbek zu finden.
In der Spalte Lfd. Nr. ist die eindeutige Identifikationsnummer des Denkmals zu finden (in Klammern ggf. die Denkmalnummer nach altem Denkmalschutzgesetz). In der Spalte Art ist angegeben, ob es sich um ein Objekt („O“) oder ein Ensemble („E“) handelt. In der Spalte Ensemble ist ggf. die Nummer der Ensembles angegeben, zu der das Objekt gehört, bzw. bei Ensembles die Nummer des Ensembles selbst.
Die außerhalb der Gartenstadt Farmsen gelegenen Kulturdenkmäler Farmsen-Bernes sind auf der Liste der Kulturdenkmäler in Hamburg-Farmsen-Berne zu finden. Die innerhalb der Gartenstadt Farmsen gelegenen Kulturdenkmäler, deren Adresse einen Anfangsbuchstaben zwischen A und M hat, befinden sich auf der Liste der Kulturdenkmäler in Hamburg-Farmsen-Berne (Gartenstadt Farmsen A–M). Diese Listen mussten wegen ihrer Größe aufgespalten werden.

| ID    | Adresse                  | Art | Typ              | Kurzbeschreibung | Datierung | Entwurf                             | Ensemble | Bild |
| ----- | ------------------------ | --- | ---------------- | ---------------- | --------- | ----------------------------------- | -------- | ---- |
| 25218 | Ortsteinweg 1 (Lage)     | O   | Reihenhaus       |                  | 1953/1954 | Reichow, Hans Bernhard; Gühlk, Otto | 30964    | BW   |
| 25475 | Ortsteinweg 1a (Lage)    | O   | Reihenhaus       |                  | 1953/1954 | Reichow, Hans Bernhard; Gühlk, Otto | 30964    | BW   |
| 25103 | Ortsteinweg 1b (Lage)    | O   | Reihenhaus       |                  | 1953/1954 | Reichow, Hans Bernhard; Gühlk, Otto | 30964    | BW   |
| 25550 | Ortsteinweg 1c (Lage)    | O   | Reihenhaus       |                  | 1953/1954 | Reichow, Hans Bernhard; Gühlk, Otto | 30964    | BW   |
| 25558 | Ortsteinweg 1d (Lage)    | O   | Reihenhaus       |                  | 1953/1954 | Reichow, Hans Bernhard; Gühlk, Otto | 30964    | BW   |
| 25467 | Ortsteinweg 3 (Lage)     | O   | Reihenhaus       |                  | 1953/1954 | Reichow, Hans Bernhard; Gühlk, Otto | 30964    | BW   |
| 25575 | Ortsteinweg 3a (Lage)    | O   | Reihenhaus       |                  | 1953/1954 | Reichow, Hans Bernhard; Gühlk, Otto | 30964    | BW   |
| 25576 | Ortsteinweg 3b (Lage)    | O   | Reihenhaus       |                  | 1953/1954 | Reichow, Hans Bernhard; Gühlk, Otto | 30964    | BW   |
| 25577 | Ortsteinweg 3c (Lage)    | O   | Reihenhaus       |                  | 1953/1954 | Reichow, Hans Bernhard; Gühlk, Otto | 30964    | BW   |
| 25578 | Ortsteinweg 3d (Lage)    | O   | Reihenhaus       |                  | 1953/1954 | Reichow, Hans Bernhard; Gühlk, Otto | 30964    | BW   |
| 25579 | Ortsteinweg 3e (Lage)    | O   | Reihenhaus       |                  | 1953/1954 | Reichow, Hans Bernhard; Gühlk, Otto | 30964    | BW   |
| 25580 | Ortsteinweg 3f (Lage)    | O   | Reihenhaus       |                  | 1953/1954 | Reichow, Hans Bernhard; Gühlk, Otto | 30964    | BW   |
| 25581 | Ortsteinweg 3g (Lage)    | O   | Reihenhaus       |                  | 1953/1954 | Reichow, Hans Bernhard; Gühlk, Otto | 30964    | BW   |
| 25582 | Ortsteinweg 3h (Lage)    | O   | Reihenhaus       |                  | 1953/1954 | Reichow, Hans Bernhard; Gühlk, Otto | 30964    | BW   |
| 25583 | Ortsteinweg 3i (Lage)    | O   | Reihenhaus       |                  | 1953/1954 | Reichow, Hans Bernhard; Gühlk, Otto | 30964    | BW   |
| 25219 | Ortsteinweg 4a (Lage)    | O   | Mehrfamilienhaus |                  | 1953/1954 | Reichow, Hans Bernhard; Gühlk, Otto | 30964    | BW   |
| 25592 | Ortsteinweg 4b (Lage)    | O   | Mehrfamilienhaus |                  | 1953/1954 | Reichow, Hans Bernhard; Gühlk, Otto | 30964    | BW   |
| 25593 | Ortsteinweg 4c (Lage)    | O   | Mehrfamilienhaus |                  | 1953/1954 | Reichow, Hans Bernhard; Gühlk, Otto | 30964    | BW   |
| 25589 | Ortsteinweg 6a (Lage)    | O   | Mehrfamilienhaus |                  | 1953/1954 | Reichow, Hans Bernhard; Gühlk, Otto | 30964    |      |
| 25594 | Ortsteinweg 6b (Lage)    | O   | Mehrfamilienhaus |                  | 1953/1954 | Reichow, Hans Bernhard; Gühlk, Otto | 30964    | BW   |
| 25595 | Ortsteinweg 6c (Lage)    | O   | Mehrfamilienhaus |                  | 1953/1954 | Reichow, Hans Bernhard; Gühlk, Otto | 30964    | BW   |
| 25590 | Ortsteinweg 8a (Lage)    | O   | Mehrfamilienhaus |                  | 1953/1954 | Reichow, Hans Bernhard; Gühlk, Otto | 30964    | BW   |
| 25596 | Ortsteinweg 8b (Lage)    | O   | Mehrfamilienhaus |                  | 1953/1954 | Reichow, Hans Bernhard; Gühlk, Otto | 30964    | BW   |
| 25597 | Ortsteinweg 8c (Lage)    | O   | Mehrfamilienhaus |                  | 1953/1954 | Reichow, Hans Bernhard; Gühlk, Otto | 30964    | BW   |
| 25584 | Ortsteinweg 10 (Lage)    | O   | Mehrfamilienhaus |                  | 1953/1954 | Reichow, Hans Bernhard; Gühlk, Otto | 30964    | BW   |
| 25588 | Ortsteinweg 12 (Lage)    | O   | Mehrfamilienhaus |                  | 1953/1954 | Reichow, Hans Bernhard; Gühlk, Otto | 30964    | BW   |
| 25587 | Ortsteinweg 14 (Lage)    | O   | Mehrfamilienhaus |                  | 1953/1954 | Reichow, Hans Bernhard; Gühlk, Otto | 30964    | BW   |
| 25586 | Ortsteinweg 16 (Lage)    | O   | Mehrfamilienhaus |                  | 1953/1954 | Reichow, Hans Bernhard; Gühlk, Otto | 30964    | BW   |
| 25585 | Ortsteinweg 18 (Lage)    | O   | Mehrfamilienhaus |                  | 1953/1954 | Reichow, Hans Bernhard; Gühlk, Otto | 30964    | BW   |
| 25591 | Ortsteinweg 20 (Lage)    | O   | Mehrfamilienhaus |                  | 1953/1954 | Reichow, Hans Bernhard; Gühlk, Otto | 30964    | BW   |
| 25636 | Swebenbrunnen 1a (Lage)  | O   | Reihenhaus       |                  | 1953/1954 | Reichow, Hans Bernhard; Gühlk, Otto | 30964    | BW   |
| 25640 | Swebenbrunnen 1b (Lage)  | O   | Reihenhaus       |                  | 1953/1954 | Reichow, Hans Bernhard; Gühlk, Otto | 30964    | BW   |
| 25641 | Swebenbrunnen 1c (Lage)  | O   | Reihenhaus       |                  | 1953/1954 | Reichow, Hans Bernhard; Gühlk, Otto | 30964    | BW   |
| 25642 | Swebenbrunnen 1d (Lage)  | O   | Reihenhaus       |                  | 1953/1954 | Reichow, Hans Bernhard; Gühlk, Otto | 30964    | BW   |
| 25643 | Swebenbrunnen 1e (Lage)  | O   | Reihenhaus       |                  | 1953/1954 | Reichow, Hans Bernhard; Gühlk, Otto | 30964    | BW   |
| 25644 | Swebenbrunnen 1f (Lage)  | O   | Reihenhaus       |                  | 1953/1954 | Reichow, Hans Bernhard; Gühlk, Otto | 30964    | BW   |
| 25645 | Swebenbrunnen 1g (Lage)  | O   | Reihenhaus       |                  | 1953/1954 | Reichow, Hans Bernhard; Gühlk, Otto | 30964    | BW   |
| 25874 | Swebenbrunnen 2a (Lage)  | O   | Reihenhaus       |                  | 1953/1954 | Reichow, Hans Bernhard; Gühlk, Otto | 30964    | BW   |
| 25875 | Swebenbrunnen 2b (Lage)  | O   | Reihenhaus       |                  | 1953/1954 | Reichow, Hans Bernhard; Gühlk, Otto | 30964    | BW   |
| 25876 | Swebenbrunnen 2c (Lage)  | O   | Reihenhaus       |                  | 1953/1954 | Reichow, Hans Bernhard; Gühlk, Otto | 30964    | BW   |
| 25877 | Swebenbrunnen 2d (Lage)  | O   | Reihenhaus       |                  | 1953/1954 | Reichow, Hans Bernhard; Gühlk, Otto | 30964    | BW   |
| 25878 | Swebenbrunnen 2e (Lage)  | O   | Reihenhaus       |                  | 1953/1954 | Reichow, Hans Bernhard; Gühlk, Otto | 30964    | BW   |
| 25879 | Swebenbrunnen 2f (Lage)  | O   | Reihenhaus       |                  | 1953/1954 | Reichow, Hans Bernhard; Gühlk, Otto | 30964    | BW   |
| 25880 | Swebenbrunnen 2g (Lage)  | O   | Reihenhaus       |                  | 1953/1954 | Reichow, Hans Bernhard; Gühlk, Otto | 30964    | BW   |
| 25881 | Swebenbrunnen 2h (Lage)  | O   | Reihenhaus       |                  | 1953/1954 | Reichow, Hans Bernhard; Gühlk, Otto | 30964    | BW   |
| 25627 | Swebenbrunnen 3a (Lage)  | O   | Reihenhaus       |                  | 1953/1954 | Reichow, Hans Bernhard; Gühlk, Otto | 30964    | BW   |
| 25646 | Swebenbrunnen 3b (Lage)  | O   | Reihenhaus       |                  | 1953/1954 | Reichow, Hans Bernhard; Gühlk, Otto | 30964    | BW   |
| 25647 | Swebenbrunnen 3c (Lage)  | O   | Reihenhaus       |                  | 1953/1954 | Reichow, Hans Bernhard; Gühlk, Otto | 30964    | BW   |
| 25648 | Swebenbrunnen 3d (Lage)  | O   | Reihenhaus       |                  | 1953/1954 | Reichow, Hans Bernhard; Gühlk, Otto | 30964    | BW   |
| 25649 | Swebenbrunnen 3e (Lage)  | O   | Reihenhaus       |                  | 1953/1954 | Reichow, Hans Bernhard; Gühlk, Otto | 30964    | BW   |
| 25650 | Swebenbrunnen 3f (Lage)  | O   | Reihenhaus       |                  | 1953/1954 | Reichow, Hans Bernhard; Gühlk, Otto | 30964    | BW   |
| 25651 | Swebenbrunnen 3g (Lage)  | O   | Reihenhaus       |                  | 1953/1954 | Reichow, Hans Bernhard; Gühlk, Otto | 30964    | BW   |
| 25652 | Swebenbrunnen 3h (Lage)  | O   | Reihenhaus       |                  | 1953/1954 | Reichow, Hans Bernhard; Gühlk, Otto | 30964    | BW   |
| 25653 | Swebenbrunnen 3i (Lage)  | O   | Reihenhaus       |                  | 1953/1954 | Reichow, Hans Bernhard; Gühlk, Otto | 30964    | BW   |
| 25868 | Swebenbrunnen 4a (Lage)  | O   | Reihenhaus       |                  | 1953/1954 | Reichow, Hans Bernhard; Gühlk, Otto | 30964    | BW   |
| 25882 | Swebenbrunnen 4b (Lage)  | O   | Reihenhaus       |                  | 1953/1954 | Reichow, Hans Bernhard; Gühlk, Otto | 30964    | BW   |
| 25883 | Swebenbrunnen 4c (Lage)  | O   | Reihenhaus       |                  | 1953/1954 | Reichow, Hans Bernhard; Gühlk, Otto | 30964    | BW   |
| 25884 | Swebenbrunnen 4d (Lage)  | O   | Reihenhaus       |                  | 1953/1954 | Reichow, Hans Bernhard; Gühlk, Otto | 30964    | BW   |
| 25885 | Swebenbrunnen 4e (Lage)  | O   | Reihenhaus       |                  | 1953/1954 | Reichow, Hans Bernhard; Gühlk, Otto | 30964    | BW   |
| 25886 | Swebenbrunnen 4f (Lage)  | O   | Reihenhaus       |                  | 1953/1954 | Reichow, Hans Bernhard; Gühlk, Otto | 30964    | BW   |
| 25888 | Swebenbrunnen 4g (Lage)  | O   | Reihenhaus       |                  | 1953/1954 | Reichow, Hans Bernhard; Gühlk, Otto | 30964    | BW   |
| 25887 | Swebenbrunnen 4h (Lage)  | O   | Reihenhaus       |                  | 1953/1954 | Reichow, Hans Bernhard; Gühlk, Otto | 30964    | BW   |
| 25635 | Swebenbrunnen 5a (Lage)  | O   | Reihenhaus       |                  | 1953/1954 | Reichow, Hans Bernhard; Gühlk, Otto | 30964    | BW   |
| 25654 | Swebenbrunnen 5a (Lage)  | O   | Reihenhaus       |                  | 1953/1954 | Reichow, Hans Bernhard; Gühlk, Otto | 30964    | BW   |
| 25655 | Swebenbrunnen 5b (Lage)  | O   | Reihenhaus       |                  | 1953/1954 | Reichow, Hans Bernhard; Gühlk, Otto | 30964    | BW   |
| 25656 | Swebenbrunnen 5c (Lage)  | O   | Reihenhaus       |                  | 1953/1954 | Reichow, Hans Bernhard; Gühlk, Otto | 30964    | BW   |
| 25657 | Swebenbrunnen 5d (Lage)  | O   | Reihenhaus       |                  | 1953/1954 | Reichow, Hans Bernhard; Gühlk, Otto | 30964    | BW   |
| 25658 | Swebenbrunnen 5e (Lage)  | O   | Reihenhaus       |                  | 1953/1954 | Reichow, Hans Bernhard; Gühlk, Otto | 30964    | BW   |
| 25659 | Swebenbrunnen 5f (Lage)  | O   | Reihenhaus       |                  | 1953/1954 | Reichow, Hans Bernhard; Gühlk, Otto | 30964    | BW   |
| 25660 | Swebenbrunnen 5g (Lage)  | O   | Reihenhaus       |                  | 1953/1954 | Reichow, Hans Bernhard; Gühlk, Otto | 30964    | BW   |
| 25869 | Swebenbrunnen 6a (Lage)  | O   | Reihenhaus       |                  | 1953/1954 | Reichow, Hans Bernhard; Gühlk, Otto | 30964    | BW   |
| 25889 | Swebenbrunnen 6b (Lage)  | O   | Reihenhaus       |                  | 1953/1954 | Reichow, Hans Bernhard; Gühlk, Otto | 30964    | BW   |
| 25890 | Swebenbrunnen 6c (Lage)  | O   | Reihenhaus       |                  | 1953/1954 | Reichow, Hans Bernhard; Gühlk, Otto | 30964    | BW   |
| 25891 | Swebenbrunnen 6d (Lage)  | O   | Reihenhaus       |                  | 1953/1954 | Reichow, Hans Bernhard; Gühlk, Otto | 30964    | BW   |
| 25892 | Swebenbrunnen 6e (Lage)  | O   | Reihenhaus       |                  | 1953/1954 | Reichow, Hans Bernhard; Gühlk, Otto | 30964    | BW   |
| 25893 | Swebenbrunnen 6f (Lage)  | O   | Reihenhaus       |                  | 1953/1954 | Reichow, Hans Bernhard; Gühlk, Otto | 30964    | BW   |
| 25894 | Swebenbrunnen 6g (Lage)  | O   | Reihenhaus       |                  | 1953/1954 | Reichow, Hans Bernhard; Gühlk, Otto | 30964    | BW   |
| 25895 | Swebenbrunnen 6h (Lage)  | O   | Reihenhaus       |                  | 1953/1954 | Reichow, Hans Bernhard; Gühlk, Otto | 30964    | BW   |
| 25896 | Swebenbrunnen 6i (Lage)  | O   | Reihenhaus       |                  | 1953/1954 | Reichow, Hans Bernhard; Gühlk, Otto | 30964    | BW   |
| 25634 | Swebenbrunnen 7a (Lage)  | O   | Reihenhaus       |                  | 1953/1954 | Reichow, Hans Bernhard; Gühlk, Otto | 30964    | BW   |
| 25661 | Swebenbrunnen 7b (Lage)  | O   | Reihenhaus       |                  | 1953/1954 | Reichow, Hans Bernhard; Gühlk, Otto | 30964    | BW   |
| 25662 | Swebenbrunnen 7c (Lage)  | O   | Reihenhaus       |                  | 1953/1954 | Reichow, Hans Bernhard; Gühlk, Otto | 30964    | BW   |
| 25663 | Swebenbrunnen 7d (Lage)  | O   | Reihenhaus       |                  | 1953/1954 | Reichow, Hans Bernhard; Gühlk, Otto | 30964    | BW   |
| 25664 | Swebenbrunnen 7e (Lage)  | O   | Reihenhaus       |                  | 1953/1954 | Reichow, Hans Bernhard; Gühlk, Otto | 30964    | BW   |
| 25665 | Swebenbrunnen 7f (Lage)  | O   | Reihenhaus       |                  | 1953/1954 | Reichow, Hans Bernhard; Gühlk, Otto | 30964    | BW   |
| 25666 | Swebenbrunnen 7g (Lage)  | O   | Reihenhaus       |                  | 1953/1954 | Reichow, Hans Bernhard; Gühlk, Otto | 30964    | BW   |
| 25667 | Swebenbrunnen 7h (Lage)  | O   | Reihenhaus       |                  | 1953/1954 | Reichow, Hans Bernhard; Gühlk, Otto | 30964    | BW   |
| 25668 | Swebenbrunnen 7i (Lage)  | O   | Reihenhaus       |                  | 1953/1954 | Reichow, Hans Bernhard; Gühlk, Otto | 30964    | BW   |
| 25669 | Swebenbrunnen 7k (Lage)  | O   | Reihenhaus       |                  | 1953/1954 | Reichow, Hans Bernhard; Gühlk, Otto | 30964    | BW   |
| 25400 | Swebenbrunnen 8a (Lage)  | O   | Reihenhaus       |                  | 1953/1954 | Reichow, Hans Bernhard; Gühlk, Otto | 30964    | BW   |
| 25897 | Swebenbrunnen 8b (Lage)  | O   | Reihenhaus       |                  | 1953/1954 | Reichow, Hans Bernhard; Gühlk, Otto | 30964    | BW   |
| 25898 | Swebenbrunnen 8c (Lage)  | O   | Reihenhaus       |                  | 1953/1954 | Reichow, Hans Bernhard; Gühlk, Otto | 30964    | BW   |
| 25899 | Swebenbrunnen 8d (Lage)  | O   | Reihenhaus       |                  | 1953/1954 | Reichow, Hans Bernhard; Gühlk, Otto | 30964    | BW   |
| 25900 | Swebenbrunnen 8e (Lage)  | O   | Reihenhaus       |                  | 1953/1954 | Reichow, Hans Bernhard; Gühlk, Otto | 30964    | BW   |
| 25901 | Swebenbrunnen 8f (Lage)  | O   | Reihenhaus       |                  | 1953/1954 | Reichow, Hans Bernhard; Gühlk, Otto | 30964    | BW   |
| 25902 | Swebenbrunnen 8g (Lage)  | O   | Reihenhaus       |                  | 1953/1954 | Reichow, Hans Bernhard; Gühlk, Otto | 30964    | BW   |
| 25903 | Swebenbrunnen 8h (Lage)  | O   | Reihenhaus       |                  | 1953/1954 | Reichow, Hans Bernhard; Gühlk, Otto | 30964    | BW   |
| 25904 | Swebenbrunnen 8i (Lage)  | O   | Reihenhaus       |                  | 1953/1954 | Reichow, Hans Bernhard; Gühlk, Otto | 30964    | BW   |
| 25905 | Swebenbrunnen 8k (Lage)  | O   | Reihenhaus       |                  | 1953/1954 | Reichow, Hans Bernhard; Gühlk, Otto | 30964    | BW   |
| 25906 | Swebenbrunnen 8l (Lage)  | O   | Reihenhaus       |                  | 1953/1954 | Reichow, Hans Bernhard; Gühlk, Otto | 30964    | BW   |
| 25637 | Swebenbrunnen 9a (Lage)  | O   | Reihenhaus       |                  | 1953/1954 | Reichow, Hans Bernhard; Gühlk, Otto | 30964    | BW   |
| 25670 | Swebenbrunnen 9b (Lage)  | O   | Reihenhaus       |                  | 1953/1954 | Reichow, Hans Bernhard; Gühlk, Otto | 30964    | BW   |
| 25671 | Swebenbrunnen 9c (Lage)  | O   | Reihenhaus       |                  | 1953/1954 | Reichow, Hans Bernhard; Gühlk, Otto | 30964    | BW   |
| 25672 | Swebenbrunnen 9d (Lage)  | O   | Reihenhaus       |                  | 1953/1954 | Reichow, Hans Bernhard; Gühlk, Otto | 30964    | BW   |
| 25673 | Swebenbrunnen 9e (Lage)  | O   | Reihenhaus       |                  | 1953/1954 | Reichow, Hans Bernhard; Gühlk, Otto | 30964    | BW   |
| 25714 | Swebenbrunnen 9f (Lage)  | O   | Reihenhaus       |                  | 1953/1954 | Reichow, Hans Bernhard; Gühlk, Otto | 30964    | BW   |
| 25715 | Swebenbrunnen 9g (Lage)  | O   | Reihenhaus       |                  | 1953/1954 | Reichow, Hans Bernhard; Gühlk, Otto | 30964    | BW   |
| 25873 | Swebenbrunnen 10a (Lage) | O   | Reihenhaus       |                  | 1953/1954 | Reichow, Hans Bernhard; Gühlk, Otto | 30964    | BW   |
| 25907 | Swebenbrunnen 10b (Lage) | O   | Reihenhaus       |                  | 1953/1954 | Reichow, Hans Bernhard; Gühlk, Otto | 30964    | BW   |
| 25908 | Swebenbrunnen 10c (Lage) | O   | Reihenhaus       |                  | 1953/1954 | Reichow, Hans Bernhard; Gühlk, Otto | 30964    | BW   |
| 25909 | Swebenbrunnen 10d (Lage) | O   | Reihenhaus       |                  | 1953/1954 | Reichow, Hans Bernhard; Gühlk, Otto | 30964    | BW   |
| 25910 | Swebenbrunnen 10e (Lage) | O   | Reihenhaus       |                  | 1953/1954 | Reichow, Hans Bernhard; Gühlk, Otto | 30964    | BW   |
| 25911 | Swebenbrunnen 10f (Lage) | O   | Reihenhaus       |                  | 1953/1954 | Reichow, Hans Bernhard; Gühlk, Otto | 30964    | BW   |
| 25912 | Swebenbrunnen 10g (Lage) | O   | Reihenhaus       |                  | 1953/1954 | Reichow, Hans Bernhard; Gühlk, Otto | 30964    | BW   |
| 25913 | Swebenbrunnen 10h (Lage) | O   | Reihenhaus       |                  | 1953/1954 | Reichow, Hans Bernhard; Gühlk, Otto | 30964    | BW   |
| 25914 | Swebenbrunnen 10i (Lage) | O   | Reihenhaus       |                  | 1953/1954 | Reichow, Hans Bernhard; Gühlk, Otto | 30964    | BW   |
| 25915 | Swebenbrunnen 10k (Lage) | O   | Reihenhaus       |                  | 1953/1954 | Reichow, Hans Bernhard; Gühlk, Otto | 30964    | BW   |
| 25224 | Swebenbrunnen 11a (Lage) | O   | Reihenhaus       |                  | 1953/1954 | Reichow, Hans Bernhard; Gühlk, Otto | 30964    | BW   |
| 25716 | Swebenbrunnen 11a (Lage) | O   | Reihenhaus       |                  | 1953/1954 | Reichow, Hans Bernhard; Gühlk, Otto | 30964    | BW   |
| 25717 | Swebenbrunnen 11b (Lage) | O   | Reihenhaus       |                  | 1953/1954 | Reichow, Hans Bernhard; Gühlk, Otto | 30964    | BW   |
| 25718 | Swebenbrunnen 11c (Lage) | O   | Reihenhaus       |                  | 1953/1954 | Reichow, Hans Bernhard; Gühlk, Otto | 30964    | BW   |
| 25719 | Swebenbrunnen 11d (Lage) | O   | Reihenhaus       |                  | 1953/1954 | Reichow, Hans Bernhard; Gühlk, Otto | 30964    | BW   |
| 25720 | Swebenbrunnen 11e (Lage) | O   | Reihenhaus       |                  | 1953/1954 | Reichow, Hans Bernhard; Gühlk, Otto | 30964    | BW   |
| 25721 | Swebenbrunnen 11f (Lage) | O   | Reihenhaus       |                  | 1953/1954 | Reichow, Hans Bernhard; Gühlk, Otto | 30964    | BW   |
| 25722 | Swebenbrunnen 11g (Lage) | O   | Reihenhaus       |                  | 1953/1954 | Reichow, Hans Bernhard; Gühlk, Otto | 30964    | BW   |
| 25723 | Swebenbrunnen 11h (Lage) | O   | Reihenhaus       |                  | 1953/1954 | Reichow, Hans Bernhard; Gühlk, Otto | 30964    | BW   |
| 25724 | Swebenbrunnen 11i (Lage) | O   | Reihenhaus       |                  | 1953/1954 | Reichow, Hans Bernhard; Gühlk, Otto | 30964    | BW   |
| 25725 | Swebenbrunnen 11k (Lage) | O   | Reihenhaus       |                  | 1953/1954 | Reichow, Hans Bernhard; Gühlk, Otto | 30964    | BW   |
| 25726 | Swebenbrunnen 11l (Lage) | O   | Reihenhaus       |                  | 1953/1954 | Reichow, Hans Bernhard; Gühlk, Otto | 30964    | BW   |
| 25399 | Swebenbrunnen 12a (Lage) | O   | Reihenhaus       |                  | 1953/1954 | Reichow, Hans Bernhard; Gühlk, Otto | 30964    | BW   |
| 25916 | Swebenbrunnen 12b (Lage) | O   | Reihenhaus       |                  | 1953/1954 | Reichow, Hans Bernhard; Gühlk, Otto | 30964    | BW   |
| 25917 | Swebenbrunnen 12c (Lage) | O   | Reihenhaus       |                  | 1953/1954 | Reichow, Hans Bernhard; Gühlk, Otto | 30964    | BW   |
| 25918 | Swebenbrunnen 12d (Lage) | O   | Reihenhaus       |                  | 1953/1954 | Reichow, Hans Bernhard; Gühlk, Otto | 30964    | BW   |
| 25919 | Swebenbrunnen 12e (Lage) | O   | Reihenhaus       |                  | 1953/1954 | Reichow, Hans Bernhard; Gühlk, Otto | 30964    | BW   |
| 25920 | Swebenbrunnen 12f (Lage) | O   | Reihenhaus       |                  | 1953/1954 | Reichow, Hans Bernhard; Gühlk, Otto | 30964    | BW   |
| 25921 | Swebenbrunnen 12g (Lage) | O   | Reihenhaus       |                  | 1953/1954 | Reichow, Hans Bernhard; Gühlk, Otto | 30964    | BW   |
| 25922 | Swebenbrunnen 12h (Lage) | O   | Reihenhaus       |                  | 1953/1954 | Reichow, Hans Bernhard; Gühlk, Otto | 30964    | BW   |
| 25923 | Swebenbrunnen 12i (Lage) | O   | Reihenhaus       |                  | 1953/1954 | Reichow, Hans Bernhard; Gühlk, Otto | 30964    | BW   |
| 25924 | Swebenbrunnen 12k (Lage) | O   | Reihenhaus       |                  | 1953/1954 | Reichow, Hans Bernhard; Gühlk, Otto | 30964    | BW   |
| 25925 | Swebenbrunnen 12l (Lage) | O   | Reihenhaus       |                  | 1953/1954 | Reichow, Hans Bernhard; Gühlk, Otto | 30964    | BW   |
| 25628 | Swebenbrunnen 13a (Lage) | O   | Reihenhaus       |                  | 1953/1954 | Reichow, Hans Bernhard; Gühlk, Otto | 30964    | BW   |
| 25727 | Swebenbrunnen 13b (Lage) | O   | Reihenhaus       |                  | 1953/1954 | Reichow, Hans Bernhard; Gühlk, Otto | 30964    | BW   |
| 25728 | Swebenbrunnen 13c (Lage) | O   | Reihenhaus       |                  | 1953/1954 | Reichow, Hans Bernhard; Gühlk, Otto | 30964    | BW   |
| 25729 | Swebenbrunnen 13d (Lage) | O   | Reihenhaus       |                  | 1953/1954 | Reichow, Hans Bernhard; Gühlk, Otto | 30964    | BW   |
| 25730 | Swebenbrunnen 13e (Lage) | O   | Reihenhaus       |                  | 1953/1954 | Reichow, Hans Bernhard; Gühlk, Otto | 30964    | BW   |
| 25731 | Swebenbrunnen 13f (Lage) | O   | Reihenhaus       |                  | 1953/1954 | Reichow, Hans Bernhard; Gühlk, Otto | 30964    | BW   |
| 25732 | Swebenbrunnen 13g (Lage) | O   | Reihenhaus       |                  | 1953/1954 | Reichow, Hans Bernhard; Gühlk, Otto | 30964    | BW   |
| 25733 | Swebenbrunnen 13h (Lage) | O   | Reihenhaus       |                  | 1953/1954 | Reichow, Hans Bernhard; Gühlk, Otto | 30964    | BW   |
| 25734 | Swebenbrunnen 13i (Lage) | O   | Reihenhaus       |                  | 1953/1954 | Reichow, Hans Bernhard; Gühlk, Otto | 30964    | BW   |
| 25217 | Swebenbrunnen 14a (Lage) | O   | Reihenhaus       |                  | 1953/1954 | Reichow, Hans Bernhard; Gühlk, Otto | 30964    | BW   |
| 25926 | Swebenbrunnen 14b (Lage) | O   | Reihenhaus       |                  | 1953/1954 | Reichow, Hans Bernhard; Gühlk, Otto | 30964    | BW   |
| 25927 | Swebenbrunnen 14c (Lage) | O   | Reihenhaus       |                  | 1953/1954 | Reichow, Hans Bernhard; Gühlk, Otto | 30964    | BW   |
| 25928 | Swebenbrunnen 14d (Lage) | O   | Reihenhaus       |                  | 1953/1954 | Reichow, Hans Bernhard; Gühlk, Otto | 30964    | BW   |
| 25929 | Swebenbrunnen 14e (Lage) | O   | Reihenhaus       |                  | 1953/1954 | Reichow, Hans Bernhard; Gühlk, Otto | 30964    | BW   |
| 25930 | Swebenbrunnen 14f (Lage) | O   | Reihenhaus       |                  | 1953/1954 | Reichow, Hans Bernhard; Gühlk, Otto | 30964    | BW   |
| 25931 | Swebenbrunnen 14g (Lage) | O   | Reihenhaus       |                  | 1953/1954 | Reichow, Hans Bernhard; Gühlk, Otto | 30964    | BW   |
| 25932 | Swebenbrunnen 14h (Lage) | O   | Reihenhaus       |                  | 1953/1954 | Reichow, Hans Bernhard; Gühlk, Otto | 30964    | BW   |
| 25933 | Swebenbrunnen 14i (Lage) | O   | Reihenhaus       |                  | 1953/1954 | Reichow, Hans Bernhard; Gühlk, Otto | 30964    | BW   |
| 25934 | Swebenbrunnen 14k (Lage) | O   | Reihenhaus       |                  | 1953/1954 | Reichow, Hans Bernhard; Gühlk, Otto | 30964    | BW   |
| 25633 | Swebenbrunnen 15 (Lage)  | O   | Reihenhaus       |                  | 1953/1954 | Reichow, Hans Bernhard; Gühlk, Otto | 30964    | BW   |
| 25872 | Swebenbrunnen 16a (Lage) | O   | Reihenhaus       |                  | 1953/1954 | Reichow, Hans Bernhard; Gühlk, Otto | 30964    | BW   |
| 25935 | Swebenbrunnen 16b (Lage) | O   | Reihenhaus       |                  | 1953/1954 | Reichow, Hans Bernhard; Gühlk, Otto | 30964    | BW   |
| 25936 | Swebenbrunnen 16c (Lage) | O   | Reihenhaus       |                  | 1953/1954 | Reichow, Hans Bernhard; Gühlk, Otto | 30964    | BW   |
| 25937 | Swebenbrunnen 16d (Lage) | O   | Reihenhaus       |                  | 1953/1954 | Reichow, Hans Bernhard; Gühlk, Otto | 30964    | BW   |
| 25938 | Swebenbrunnen 16e (Lage) | O   | Reihenhaus       |                  | 1953/1954 | Reichow, Hans Bernhard; Gühlk, Otto | 30964    | BW   |
| 25939 | Swebenbrunnen 16f (Lage) | O   | Reihenhaus       |                  | 1953/1954 | Reichow, Hans Bernhard; Gühlk, Otto | 30964    | BW   |
| 25940 | Swebenbrunnen 16g (Lage) | O   | Reihenhaus       |                  | 1953/1954 | Reichow, Hans Bernhard; Gühlk, Otto | 30964    | BW   |
| 25941 | Swebenbrunnen 16h (Lage) | O   | Reihenhaus       |                  | 1953/1954 | Reichow, Hans Bernhard; Gühlk, Otto | 30964    | BW   |
| 25942 | Swebenbrunnen 16i (Lage) | O   | Reihenhaus       |                  | 1953/1954 | Reichow, Hans Bernhard; Gühlk, Otto | 30964    | BW   |
| 25943 | Swebenbrunnen 16k (Lage) | O   | Reihenhaus       |                  | 1953/1954 | Reichow, Hans Bernhard; Gühlk, Otto | 30964    | BW   |
| 25735 | Swebenbrunnen 17a (Lage) | O   | Reihenhaus       |                  | 1953/1954 | Reichow, Hans Bernhard; Gühlk, Otto | 30964    | BW   |
| 25736 | Swebenbrunnen 17b (Lage) | O   | Reihenhaus       |                  | 1953/1954 | Reichow, Hans Bernhard; Gühlk, Otto | 30964    | BW   |
| 25737 | Swebenbrunnen 17c (Lage) | O   | Reihenhaus       |                  | 1953/1954 | Reichow, Hans Bernhard; Gühlk, Otto | 30964    | BW   |
| 25738 | Swebenbrunnen 17d (Lage) | O   | Reihenhaus       |                  | 1953/1954 | Reichow, Hans Bernhard; Gühlk, Otto | 30964    | BW   |
| 25739 | Swebenbrunnen 17e (Lage) | O   | Reihenhaus       |                  | 1953/1954 | Reichow, Hans Bernhard; Gühlk, Otto | 30964    | BW   |
| 25740 | Swebenbrunnen 17f (Lage) | O   | Reihenhaus       |                  | 1953/1954 | Reichow, Hans Bernhard; Gühlk, Otto | 30964    | BW   |
| 25741 | Swebenbrunnen 17g (Lage) | O   | Reihenhaus       |                  | 1953/1954 | Reichow, Hans Bernhard; Gühlk, Otto | 30964    | BW   |
| 25742 | Swebenbrunnen 17h (Lage) | O   | Reihenhaus       |                  | 1953/1954 | Reichow, Hans Bernhard; Gühlk, Otto | 30964    | BW   |
| 25743 | Swebenbrunnen 17i (Lage) | O   | Reihenhaus       |                  | 1953/1954 | Reichow, Hans Bernhard; Gühlk, Otto | 30964    | BW   |
| 25870 | Swebenbrunnen 18a (Lage) | O   | Reihenhaus       |                  | 1953/1954 | Reichow, Hans Bernhard; Gühlk, Otto | 30964    | BW   |
| 25944 | Swebenbrunnen 18b (Lage) | O   | Reihenhaus       |                  | 1953/1954 | Reichow, Hans Bernhard; Gühlk, Otto | 30964    | BW   |
| 25945 | Swebenbrunnen 18c (Lage) | O   | Reihenhaus       |                  | 1953/1954 | Reichow, Hans Bernhard; Gühlk, Otto | 30964    | BW   |
| 25946 | Swebenbrunnen 18d (Lage) | O   | Reihenhaus       |                  | 1953/1954 | Reichow, Hans Bernhard; Gühlk, Otto | 30964    | BW   |
| 25947 | Swebenbrunnen 18e (Lage) | O   | Reihenhaus       |                  | 1953/1954 | Reichow, Hans Bernhard; Gühlk, Otto | 30964    | BW   |
| 25948 | Swebenbrunnen 18f (Lage) | O   | Reihenhaus       |                  | 1953/1954 | Reichow, Hans Bernhard; Gühlk, Otto | 30964    | BW   |
| 25949 | Swebenbrunnen 18g (Lage) | O   | Reihenhaus       |                  | 1953/1954 | Reichow, Hans Bernhard; Gühlk, Otto | 30964    | BW   |
| 25950 | Swebenbrunnen 18h (Lage) | O   | Reihenhaus       |                  | 1953/1954 | Reichow, Hans Bernhard; Gühlk, Otto | 30964    | BW   |
| 25951 | Swebenbrunnen 18i (Lage) | O   | Reihenhaus       |                  | 1953/1954 | Reichow, Hans Bernhard; Gühlk, Otto | 30964    | BW   |
| 25639 | Swebenbrunnen 19a (Lage) | O   | Reihenhaus       |                  | 1953/1954 | Reichow, Hans Bernhard; Gühlk, Otto | 30964    | BW   |
| 25744 | Swebenbrunnen 19b (Lage) | O   | Reihenhaus       |                  | 1953/1954 | Reichow, Hans Bernhard; Gühlk, Otto | 30964    | BW   |
| 25745 | Swebenbrunnen 19c (Lage) | O   | Reihenhaus       |                  | 1953/1954 | Reichow, Hans Bernhard; Gühlk, Otto | 30964    | BW   |
| 25746 | Swebenbrunnen 19d (Lage) | O   | Reihenhaus       |                  | 1953/1954 | Reichow, Hans Bernhard; Gühlk, Otto | 30964    | BW   |
| 25747 | Swebenbrunnen 19e (Lage) | O   | Reihenhaus       |                  | 1953/1954 | Reichow, Hans Bernhard; Gühlk, Otto | 30964    | BW   |
| 25748 | Swebenbrunnen 19f (Lage) | O   | Reihenhaus       |                  | 1953/1954 | Reichow, Hans Bernhard; Gühlk, Otto | 30964    | BW   |
| 25749 | Swebenbrunnen 19g (Lage) | O   | Reihenhaus       |                  | 1953/1954 | Reichow, Hans Bernhard; Gühlk, Otto | 30964    | BW   |
| 25750 | Swebenbrunnen 19h (Lage) | O   | Reihenhaus       |                  | 1953/1954 | Reichow, Hans Bernhard; Gühlk, Otto | 30964    | BW   |
| 25751 | Swebenbrunnen 19i (Lage) | O   | Reihenhaus       |                  | 1953/1954 | Reichow, Hans Bernhard; Gühlk, Otto | 30964    | BW   |
| 25867 | Swebenbrunnen 20a (Lage) | O   | Reihenhaus       |                  | 1953/1954 | Reichow, Hans Bernhard; Gühlk, Otto | 30964    | BW   |
| 25952 | Swebenbrunnen 20b (Lage) | O   | Reihenhaus       |                  | 1953/1954 | Reichow, Hans Bernhard; Gühlk, Otto | 30964    | BW   |
| 25953 | Swebenbrunnen 20c (Lage) | O   | Reihenhaus       |                  | 1953/1954 | Reichow, Hans Bernhard; Gühlk, Otto | 30964    | BW   |
| 25954 | Swebenbrunnen 20d (Lage) | O   | Reihenhaus       |                  | 1953/1954 | Reichow, Hans Bernhard; Gühlk, Otto | 30964    | BW   |
| 25955 | Swebenbrunnen 20e (Lage) | O   | Reihenhaus       |                  | 1953/1954 | Reichow, Hans Bernhard; Gühlk, Otto | 30964    | BW   |
| 25956 | Swebenbrunnen 20f (Lage) | O   | Reihenhaus       |                  | 1953/1954 | Reichow, Hans Bernhard; Gühlk, Otto | 30964    | BW   |
| 23065 | Swebenbrunnen 20g (Lage) | O   | Reihenhaus       |                  | 1953/1954 | Reichow, Hans Bernhard; Gühlk, Otto | 30964    | BW   |
| 23066 | Swebenbrunnen 20h (Lage) | O   | Reihenhaus       |                  | 1953/1954 | Reichow, Hans Bernhard; Gühlk, Otto | 30964    | BW   |
| 23067 | Swebenbrunnen 20i (Lage) | O   | Reihenhaus       |                  | 1953/1954 | Reichow, Hans Bernhard; Gühlk, Otto | 30964    | BW   |
| 23068 | Swebenbrunnen 20k (Lage) | O   | Reihenhaus       |                  | 1953/1954 | Reichow, Hans Bernhard; Gühlk, Otto | 30964    | BW   |
| 25629 | Swebenbrunnen 21a (Lage) | O   | Reihenhaus       |                  | 1953/1954 | Reichow, Hans Bernhard; Gühlk, Otto | 30964    | BW   |
| 25752 | Swebenbrunnen 21b (Lage) | O   | Reihenhaus       |                  | 1953/1954 | Reichow, Hans Bernhard; Gühlk, Otto | 30964    | BW   |
| 25753 | Swebenbrunnen 21c (Lage) | O   | Reihenhaus       |                  | 1953/1954 | Reichow, Hans Bernhard; Gühlk, Otto | 30964    | BW   |
| 25754 | Swebenbrunnen 21d (Lage) | O   | Reihenhaus       |                  | 1953/1954 | Reichow, Hans Bernhard; Gühlk, Otto | 30964    | BW   |
| 25854 | Swebenbrunnen 21e (Lage) | O   | Reihenhaus       |                  | 1953/1954 | Reichow, Hans Bernhard; Gühlk, Otto | 30964    | BW   |
| 25855 | Swebenbrunnen 21f (Lage) | O   | Reihenhaus       |                  | 1953/1954 | Reichow, Hans Bernhard; Gühlk, Otto | 30964    | BW   |
| 25871 | Swebenbrunnen 22a (Lage) | O   | Reihenhaus       |                  | 1953/1954 | Reichow, Hans Bernhard; Gühlk, Otto | 30964    | BW   |
| 23069 | Swebenbrunnen 22b (Lage) | O   | Reihenhaus       |                  | 1953/1954 | Reichow, Hans Bernhard; Gühlk, Otto | 30964    | BW   |
| 23070 | Swebenbrunnen 22c (Lage) | O   | Reihenhaus       |                  | 1953/1954 | Reichow, Hans Bernhard; Gühlk, Otto | 30964    | BW   |
| 23071 | Swebenbrunnen 22d (Lage) | O   | Reihenhaus       |                  | 1953/1954 | Reichow, Hans Bernhard; Gühlk, Otto | 30964    | BW   |
| 24357 | Swebenbrunnen 22e (Lage) | O   | Reihenhaus       |                  | 1953/1954 | Reichow, Hans Bernhard; Gühlk, Otto | 30964    | BW   |
| 24358 | Swebenbrunnen 22f (Lage) | O   | Reihenhaus       |                  | 1953/1954 | Reichow, Hans Bernhard; Gühlk, Otto | 30964    | BW   |
| 24359 | Swebenbrunnen 22g (Lage) | O   | Reihenhaus       |                  | 1953/1954 | Reichow, Hans Bernhard; Gühlk, Otto | 30964    | BW   |
| 24360 | Swebenbrunnen 22h (Lage) | O   | Reihenhaus       |                  | 1953/1954 | Reichow, Hans Bernhard; Gühlk, Otto | 30964    | BW   |
| 25630 | Swebenbrunnen 23a (Lage) | O   | Reihenhaus       |                  | 1953/1954 | Reichow, Hans Bernhard; Gühlk, Otto | 30964    | BW   |
| 25856 | Swebenbrunnen 23b (Lage) | O   | Reihenhaus       |                  | 1953/1954 | Reichow, Hans Bernhard; Gühlk, Otto | 30964    | BW   |
| 25857 | Swebenbrunnen 23c (Lage) | O   | Reihenhaus       |                  | 1953/1954 | Reichow, Hans Bernhard; Gühlk, Otto | 30964    | BW   |
| 25858 | Swebenbrunnen 23d (Lage) | O   | Reihenhaus       |                  | 1953/1954 | Reichow, Hans Bernhard; Gühlk, Otto | 30964    | BW   |
| 25859 | Swebenbrunnen 23e (Lage) | O   | Reihenhaus       |                  | 1953/1954 | Reichow, Hans Bernhard; Gühlk, Otto | 30964    | BW   |
| 25860 | Swebenbrunnen 23f (Lage) | O   | Reihenhaus       |                  | 1953/1954 | Reichow, Hans Bernhard; Gühlk, Otto | 30964    | BW   |
| 25861 | Swebenbrunnen 23g (Lage) | O   | Reihenhaus       |                  | 1953/1954 | Reichow, Hans Bernhard; Gühlk, Otto | 30964    | BW   |
| 25862 | Swebenbrunnen 23h (Lage) | O   | Reihenhaus       |                  | 1953/1954 | Reichow, Hans Bernhard; Gühlk, Otto | 30964    | BW   |
| 25398 | Swebenbrunnen 24a (Lage) | O   | Reihenhaus       |                  | 1953/1954 | Reichow, Hans Bernhard; Gühlk, Otto | 30964    | BW   |
| 24361 | Swebenbrunnen 24b (Lage) | O   | Reihenhaus       |                  | 1953/1954 | Reichow, Hans Bernhard; Gühlk, Otto | 30964    | BW   |
| 26076 | Swebenbrunnen 24c (Lage) | O   | Reihenhaus       |                  | 1953/1954 | Reichow, Hans Bernhard; Gühlk, Otto | 30964    | BW   |
| 26077 | Swebenbrunnen 24d (Lage) | O   | Reihenhaus       |                  | 1953/1954 | Reichow, Hans Bernhard; Gühlk, Otto | 30964    | BW   |
| 26078 | Swebenbrunnen 24e (Lage) | O   | Reihenhaus       |                  | 1953/1954 | Reichow, Hans Bernhard; Gühlk, Otto | 30964    | BW   |
| 25632 | Swebenbrunnen 25a (Lage) | O   | Reihenhaus       |                  | 1953/1954 | Reichow, Hans Bernhard; Gühlk, Otto | 30964    | BW   |
| 25863 | Swebenbrunnen 25b (Lage) | O   | Reihenhaus       |                  | 1953/1954 | Reichow, Hans Bernhard; Gühlk, Otto | 30964    | BW   |
| 25864 | Swebenbrunnen 25c (Lage) | O   | Reihenhaus       |                  | 1953/1954 | Reichow, Hans Bernhard; Gühlk, Otto | 30964    | BW   |
| 25865 | Swebenbrunnen 25d (Lage) | O   | Reihenhaus       |                  | 1953/1954 | Reichow, Hans Bernhard; Gühlk, Otto | 30964    | BW   |
| 25866 | Swebenbrunnen 25e (Lage) | O   | Reihenhaus       |                  | 1953/1954 | Reichow, Hans Bernhard; Gühlk, Otto | 30964    | BW   |
| 25389 | Swebenbrunnen 25f (Lage) | O   | Reihenhaus       |                  | 1953/1954 | Reichow, Hans Bernhard; Gühlk, Otto | 30964    | BW   |
| 25631 | Swebenbrunnen 27a (Lage) | O   | Reihenhaus       |                  | 1953/1954 | Reichow, Hans Bernhard; Gühlk, Otto | 30964    | BW   |
| 25390 | Swebenbrunnen 27b (Lage) | O   | Reihenhaus       |                  | 1953/1954 | Reichow, Hans Bernhard; Gühlk, Otto | 30964    | BW   |
| 25391 | Swebenbrunnen 27c (Lage) | O   | Reihenhaus       |                  | 1953/1954 | Reichow, Hans Bernhard; Gühlk, Otto | 30964    | BW   |
| 25392 | Swebenbrunnen 27d (Lage) | O   | Reihenhaus       |                  | 1953/1954 | Reichow, Hans Bernhard; Gühlk, Otto | 30964    | BW   |
| 25393 | Swebenbrunnen 27e (Lage) | O   | Reihenhaus       |                  | 1953/1954 | Reichow, Hans Bernhard; Gühlk, Otto | 30964    | BW   |
| 25394 | Swebenbrunnen 27f (Lage) | O   | Reihenhaus       |                  | 1953/1954 | Reichow, Hans Bernhard; Gühlk, Otto | 30964    | BW   |
| 25395 | Swebenbrunnen 27g (Lage) | O   | Reihenhaus       |                  | 1953/1954 | Reichow, Hans Bernhard; Gühlk, Otto | 30964    | BW   |
| 25396 | Swebenbrunnen 27h (Lage) | O   | Reihenhaus       |                  | 1953/1954 | Reichow, Hans Bernhard; Gühlk, Otto | 30964    | BW   |
| 25397 | Swebenbrunnen 27i (Lage) | O   | Reihenhaus       |                  | 1953/1954 | Reichow, Hans Bernhard; Gühlk, Otto | 30964    | BW   |
| 25638 | Swebenbrunnen 29 (Lage)  | O   | Reihenhaus       |                  | 1953/1954 | Reichow, Hans Bernhard; Gühlk, Otto | 30964    | BW   |
| 24184 | Swebengrund 1a (Lage)    | O   | Reihenhaus       |                  | 1953/1954 | Reichow, Hans Bernhard; Gühlk, Otto | 30964    | BW   |
| 24189 | Swebengrund 1b (Lage)    | O   | Reihenhaus       |                  | 1953/1954 | Reichow, Hans Bernhard; Gühlk, Otto | 30964    | BW   |
| 24188 | Swebengrund 1c (Lage)    | O   | Reihenhaus       |                  | 1953/1954 | Reichow, Hans Bernhard; Gühlk, Otto | 30964    | BW   |
| 24187 | Swebengrund 1d (Lage)    | O   | Reihenhaus       |                  | 1953/1954 | Reichow, Hans Bernhard; Gühlk, Otto | 30964    | BW   |
| 24185 | Swebengrund 1e (Lage)    | O   | Reihenhaus       |                  | 1953/1954 | Reichow, Hans Bernhard; Gühlk, Otto | 30964    | BW   |
| 24183 | Swebengrund 1f (Lage)    | O   | Reihenhaus       |                  | 1953/1954 | Reichow, Hans Bernhard; Gühlk, Otto | 30964    | BW   |
| 24179 | Swebengrund 1g (Lage)    | O   | Reihenhaus       |                  | 1953/1954 | Reichow, Hans Bernhard; Gühlk, Otto | 30964    | BW   |
| 24186 | Swebengrund 1h (Lage)    | O   | Reihenhaus       |                  | 1953/1954 | Reichow, Hans Bernhard; Gühlk, Otto | 30964    | BW   |
| 24192 | Swebengrund 1i (Lage)    | O   | Reihenhaus       |                  | 1953/1954 | Reichow, Hans Bernhard; Gühlk, Otto | 30964    | BW   |
| 24191 | Swebengrund 1k (Lage)    | O   | Reihenhaus       |                  | 1953/1954 | Reichow, Hans Bernhard; Gühlk, Otto | 30964    | BW   |
| 24190 | Swebengrund 1l (Lage)    | O   | Reihenhaus       |                  | 1953/1954 | Reichow, Hans Bernhard; Gühlk, Otto | 30964    | BW   |
| 24224 | Swebengrund 2a (Lage)    | O   | Reihenhaus       |                  | 1953/1954 | Reichow, Hans Bernhard; Gühlk, Otto | 30964    | BW   |
| 24219 | Swebengrund 2b (Lage)    | O   | Reihenhaus       |                  | 1953/1954 | Reichow, Hans Bernhard; Gühlk, Otto | 30964    | BW   |
| 24220 | Swebengrund 2c (Lage)    | O   | Reihenhaus       |                  | 1953/1954 | Reichow, Hans Bernhard; Gühlk, Otto | 30964    | BW   |
| 24221 | Swebengrund 2d (Lage)    | O   | Reihenhaus       |                  | 1953/1954 | Reichow, Hans Bernhard; Gühlk, Otto | 30964    | BW   |
| 24222 | Swebengrund 2e (Lage)    | O   | Reihenhaus       |                  | 1953/1954 | Reichow, Hans Bernhard; Gühlk, Otto | 30964    | BW   |
| 24218 | Swebengrund 2f (Lage)    | O   | Reihenhaus       |                  | 1953/1954 | Reichow, Hans Bernhard; Gühlk, Otto | 30964    | BW   |
| 24223 | Swebengrund 2g (Lage)    | O   | Reihenhaus       |                  | 1953/1954 | Reichow, Hans Bernhard; Gühlk, Otto | 30964    | BW   |
| 25228 | Swebengrund 2h (Lage)    | O   | Reihenhaus       |                  | 1953/1954 | Reichow, Hans Bernhard; Gühlk, Otto | 30964    | BW   |
| 24201 | Swebengrund 3a (Lage)    | O   | Reihenhaus       |                  | 1953/1954 | Reichow, Hans Bernhard; Gühlk, Otto | 30964    | BW   |
| 24198 | Swebengrund 3b (Lage)    | O   | Reihenhaus       |                  | 1953/1954 | Reichow, Hans Bernhard; Gühlk, Otto | 30964    | BW   |
| 24199 | Swebengrund 3c (Lage)    | O   | Reihenhaus       |                  | 1953/1954 | Reichow, Hans Bernhard; Gühlk, Otto | 30964    | BW   |
| 24200 | Swebengrund 3d (Lage)    | O   | Reihenhaus       |                  | 1953/1954 | Reichow, Hans Bernhard; Gühlk, Otto | 30964    | BW   |
| 24197 | Swebengrund 3f (Lage)    | O   | Reihenhaus       |                  | 1953/1954 | Reichow, Hans Bernhard; Gühlk, Otto | 30964    | BW   |
| 24196 | Swebengrund 3g (Lage)    | O   | Reihenhaus       |                  | 1953/1954 | Reichow, Hans Bernhard; Gühlk, Otto | 30964    | BW   |
| 24195 | Swebengrund 3h (Lage)    | O   | Reihenhaus       |                  | 1953/1954 | Reichow, Hans Bernhard; Gühlk, Otto | 30964    | BW   |
| 24194 | Swebengrund 3i (Lage)    | O   | Reihenhaus       |                  | 1953/1954 | Reichow, Hans Bernhard; Gühlk, Otto | 30964    | BW   |
| 24193 | Swebengrund 3k (Lage)    | O   | Reihenhaus       |                  | 1953/1954 | Reichow, Hans Bernhard; Gühlk, Otto | 30964    | BW   |
| 24215 | Swebengrund 4a (Lage)    | O   | Reihenhaus       |                  | 1953/1954 | Reichow, Hans Bernhard; Gühlk, Otto | 30964    | BW   |
| 24225 | Swebengrund 4b (Lage)    | O   | Reihenhaus       |                  | 1953/1954 | Reichow, Hans Bernhard; Gühlk, Otto | 30964    | BW   |
| 24226 | Swebengrund 4c (Lage)    | O   | Reihenhaus       |                  | 1953/1954 | Reichow, Hans Bernhard; Gühlk, Otto | 30964    | BW   |
| 24227 | Swebengrund 4d (Lage)    | O   | Reihenhaus       |                  | 1953/1954 | Reichow, Hans Bernhard; Gühlk, Otto | 30964    | BW   |
| 24228 | Swebengrund 4e (Lage)    | O   | Reihenhaus       |                  | 1953/1954 | Reichow, Hans Bernhard; Gühlk, Otto | 30964    | BW   |
| 24229 | Swebengrund 4f (Lage)    | O   | Reihenhaus       |                  | 1953/1954 | Reichow, Hans Bernhard; Gühlk, Otto | 30964    | BW   |
| 24230 | Swebengrund 4g (Lage)    | O   | Reihenhaus       |                  | 1953/1954 | Reichow, Hans Bernhard; Gühlk, Otto | 30964    | BW   |
| 24231 | Swebengrund 4h (Lage)    | O   | Reihenhaus       |                  | 1953/1954 | Reichow, Hans Bernhard; Gühlk, Otto | 30964    | BW   |
| 24232 | Swebengrund 4i (Lage)    | O   | Reihenhaus       |                  | 1953/1954 | Reichow, Hans Bernhard; Gühlk, Otto | 30964    | BW   |
| 24205 | Swebengrund 5a (Lage)    | O   | Reihenhaus       |                  | 1953/1954 | Reichow, Hans Bernhard; Gühlk, Otto | 30964    | BW   |
| 24208 | Swebengrund 5b (Lage)    | O   | Reihenhaus       |                  | 1953/1954 | Reichow, Hans Bernhard; Gühlk, Otto | 30964    | BW   |
| 24203 | Swebengrund 5c (Lage)    | O   | Reihenhaus       |                  | 1953/1954 | Reichow, Hans Bernhard; Gühlk, Otto | 30964    | BW   |
| 24209 | Swebengrund 5d (Lage)    | O   | Reihenhaus       |                  | 1953/1954 | Reichow, Hans Bernhard; Gühlk, Otto | 30964    | BW   |
| 24207 | Swebengrund 5e (Lage)    | O   | Reihenhaus       |                  | 1953/1954 | Reichow, Hans Bernhard; Gühlk, Otto | 30964    | BW   |
| 24206 | Swebengrund 5f (Lage)    | O   | Reihenhaus       |                  | 1953/1954 | Reichow, Hans Bernhard; Gühlk, Otto | 30964    | BW   |
| 24204 | Swebengrund 5g (Lage)    | O   | Reihenhaus       |                  | 1953/1954 | Reichow, Hans Bernhard; Gühlk, Otto | 30964    | BW   |
| 24202 | Swebengrund 5h (Lage)    | O   | Reihenhaus       |                  | 1953/1954 | Reichow, Hans Bernhard; Gühlk, Otto | 30964    | BW   |
| 24181 | Swebengrund 5i (Lage)    | O   | Reihenhaus       |                  | 1953/1954 | Reichow, Hans Bernhard; Gühlk, Otto | 30964    | BW   |
| 24216 | Swebengrund 6a (Lage)    | O   | Reihenhaus       |                  | 1953/1954 | Reichow, Hans Bernhard; Gühlk, Otto | 30964    | BW   |
| 25012 | Swebengrund 6b (Lage)    | O   | Reihenhaus       |                  | 1953/1954 | Reichow, Hans Bernhard; Gühlk, Otto | 30964    | BW   |
| 25013 | Swebengrund 6c (Lage)    | O   | Reihenhaus       |                  | 1953/1954 | Reichow, Hans Bernhard; Gühlk, Otto | 30964    | BW   |
| 25014 | Swebengrund 6d (Lage)    | O   | Reihenhaus       |                  | 1953/1954 | Reichow, Hans Bernhard; Gühlk, Otto | 30964    | BW   |
| 25015 | Swebengrund 6e (Lage)    | O   | Reihenhaus       |                  | 1953/1954 | Reichow, Hans Bernhard; Gühlk, Otto | 30964    | BW   |
| 25016 | Swebengrund 6f (Lage)    | O   | Reihenhaus       |                  | 1953/1954 | Reichow, Hans Bernhard; Gühlk, Otto | 30964    | BW   |
| 25017 | Swebengrund 6g (Lage)    | O   | Reihenhaus       |                  | 1953/1954 | Reichow, Hans Bernhard; Gühlk, Otto | 30964    | BW   |
| 24213 | Swebengrund 7a (Lage)    | O   | Reihenhaus       |                  | 1953/1954 | Reichow, Hans Bernhard; Gühlk, Otto | 30964    | BW   |
| 24214 | Swebengrund 7b (Lage)    | O   | Reihenhaus       |                  | 1953/1954 | Reichow, Hans Bernhard; Gühlk, Otto | 30964    | BW   |
| 24212 | Swebengrund 7c (Lage)    | O   | Reihenhaus       |                  | 1953/1954 | Reichow, Hans Bernhard; Gühlk, Otto | 30964    | BW   |
| 24211 | Swebengrund 7d (Lage)    | O   | Reihenhaus       |                  | 1953/1954 | Reichow, Hans Bernhard; Gühlk, Otto | 30964    | BW   |
| 24210 | Swebengrund 7e (Lage)    | O   | Reihenhaus       |                  | 1953/1954 | Reichow, Hans Bernhard; Gühlk, Otto | 30964    | BW   |
| 24182 | Swebengrund 7f (Lage)    | O   | Reihenhaus       |                  | 1953/1954 | Reichow, Hans Bernhard; Gühlk, Otto | 30964    | BW   |
| 24180 | Swebengrund 7g (Lage)    | O   | Reihenhaus       |                  | 1953/1954 | Reichow, Hans Bernhard; Gühlk, Otto | 30964    | BW   |
| 24217 | Swebengrund 8a (Lage)    | O   | Reihenhaus       |                  | 1953/1954 | Reichow, Hans Bernhard; Gühlk, Otto | 30964    | BW   |
| 25021 | Swebengrund 8b (Lage)    | O   | Reihenhaus       |                  | 1953/1954 | Reichow, Hans Bernhard; Gühlk, Otto | 30964    | BW   |
| 25020 | Swebengrund 8c (Lage)    | O   | Reihenhaus       |                  | 1953/1954 | Reichow, Hans Bernhard; Gühlk, Otto | 30964    | BW   |
| 25019 | Swebengrund 8d (Lage)    | O   | Reihenhaus       |                  | 1953/1954 | Reichow, Hans Bernhard; Gühlk, Otto | 30964    | BW   |
| 25018 | Swebengrund 8e (Lage)    | O   | Reihenhaus       |                  | 1953/1954 | Reichow, Hans Bernhard; Gühlk, Otto | 30964    | BW   |
| 25357 | Swebenhöhe 2 (Lage)      | O   | Reihenhaus       |                  | 1953/1954 | Reichow, Hans Bernhard; Gühlk, Otto | 30964    | BW   |
| 24531 | Swebenhöhe 4 (Lage)      | O   | Reihenhaus       |                  | 1953/1954 | Reichow, Hans Bernhard; Gühlk, Otto | 30964    | BW   |
| 24534 | Swebenhöhe 6 (Lage)      | O   | Reihenhaus       |                  | 1953/1954 | Reichow, Hans Bernhard; Gühlk, Otto | 30964    | BW   |
| 24526 | Swebenhöhe 8 (Lage)      | O   | Reihenhaus       |                  | 1953/1954 | Reichow, Hans Bernhard; Gühlk, Otto | 30964    | BW   |
| 24533 | Swebenhöhe 10 (Lage)     | O   | Reihenhaus       |                  | 1953/1954 | Reichow, Hans Bernhard; Gühlk, Otto | 30964    | BW   |
| 24532 | Swebenhöhe 12 (Lage)     | O   | Reihenhaus       |                  | 1953/1954 | Reichow, Hans Bernhard; Gühlk, Otto | 30964    | BW   |
| 25358 | Swebenhöhe 14 (Lage)     | O   | Reihenhaus       |                  | 1953/1954 | Reichow, Hans Bernhard; Gühlk, Otto | 30964    | BW   |
| 25221 | Swebenhöhe 16 (Lage)     | O   | Reihenhaus       |                  | 1953/1954 | Reichow, Hans Bernhard; Gühlk, Otto | 30964    | BW   |
| 24530 | Swebenhöhe 18 (Lage)     | O   | Reihenhaus       |                  | 1953/1954 | Reichow, Hans Bernhard; Gühlk, Otto | 30964    | BW   |
| 24529 | Swebenhöhe 20 (Lage)     | O   | Reihenhaus       |                  | 1953/1954 | Reichow, Hans Bernhard; Gühlk, Otto | 30964    | BW   |
| 25359 | Swebenhöhe 22 (Lage)     | O   | Reihenhaus       |                  | 1953/1954 | Reichow, Hans Bernhard; Gühlk, Otto | 30964    | BW   |
| 24527 | Swebenhöhe 24 (Lage)     | O   | Reihenhaus       |                  | 1953/1954 | Reichow, Hans Bernhard; Gühlk, Otto | 30964    | BW   |
| 24525 | Swebenhöhe 26 (Lage)     | O   | Reihenhaus       |                  | 1953/1954 | Reichow, Hans Bernhard; Gühlk, Otto | 30964    | BW   |
| 24528 | Swebenhöhe 28 (Lage)     | O   | Reihenhaus       |                  | 1953/1954 | Reichow, Hans Bernhard; Gühlk, Otto | 30964    | BW   |
| 25360 | Swebenhöhe 30a (Lage)    | O   | Mehrfamilienhaus |                  | 1953/1954 | Reichow, Hans Bernhard; Gühlk, Otto | 30964    | BW   |
| 25377 | Swebenhöhe 30b (Lage)    | O   | Mehrfamilienhaus |                  | 1953/1954 | Reichow, Hans Bernhard; Gühlk, Otto | 30964    | BW   |
| 25378 | Swebenhöhe 30c (Lage)    | O   | Mehrfamilienhaus |                  | 1953/1954 | Reichow, Hans Bernhard; Gühlk, Otto | 30964    | BW   |
| 25379 | Swebenhöhe 30d (Lage)    | O   | Mehrfamilienhaus |                  | 1953/1954 | Reichow, Hans Bernhard; Gühlk, Otto | 30964    | BW   |
| 25380 | Swebenhöhe 30e (Lage)    | O   | Mehrfamilienhaus |                  | 1953/1954 | Reichow, Hans Bernhard; Gühlk, Otto | 30964    | BW   |
| 25381 | Swebenhöhe 30f (Lage)    | O   | Mehrfamilienhaus |                  | 1953/1954 | Reichow, Hans Bernhard; Gühlk, Otto | 30964    | BW   |
| 25382 | Swebenhöhe 30g (Lage)    | O   | Mehrfamilienhaus |                  | 1953/1954 | Reichow, Hans Bernhard; Gühlk, Otto | 30964    | BW   |
| 25383 | Swebenhöhe 30h (Lage)    | O   | Mehrfamilienhaus |                  | 1953/1954 | Reichow, Hans Bernhard; Gühlk, Otto | 30964    | BW   |
| 25384 | Swebenhöhe 32a (Lage)    | O   | Reihenhaus       |                  | 1953/1954 | Reichow, Hans Bernhard; Gühlk, Otto | 30964    | BW   |
| 25385 | Swebenhöhe 32b (Lage)    | O   | Reihenhaus       |                  | 1953/1954 | Reichow, Hans Bernhard; Gühlk, Otto | 30964    | BW   |
| 25386 | Swebenhöhe 32c (Lage)    | O   | Reihenhaus       |                  | 1953/1954 | Reichow, Hans Bernhard; Gühlk, Otto | 30964    | BW   |
| 25387 | Swebenhöhe 32d (Lage)    | O   | Reihenhaus       |                  | 1953/1954 | Reichow, Hans Bernhard; Gühlk, Otto | 30964    | BW   |
| 25388 | Swebenhöhe 32e (Lage)    | O   | Reihenhaus       |                  | 1953/1954 | Reichow, Hans Bernhard; Gühlk, Otto | 30964    | BW   |
| 25701 | Swebenhöhe 32f (Lage)    | O   | Reihenhaus       |                  | 1953/1954 | Reichow, Hans Bernhard; Gühlk, Otto | 30964    | BW   |
| 25702 | Swebenhöhe 32g (Lage)    | O   | Reihenhaus       |                  | 1953/1954 | Reichow, Hans Bernhard; Gühlk, Otto | 30964    | BW   |
| 25703 | Swebenhöhe 32h (Lage)    | O   | Reihenhaus       |                  | 1953/1954 | Reichow, Hans Bernhard; Gühlk, Otto | 30964    | BW   |
| 25704 | Swebenhöhe 32i (Lage)    | O   | Reihenhaus       |                  | 1953/1954 | Reichow, Hans Bernhard; Gühlk, Otto | 30964    | BW   |
| 25705 | Swebenhöhe 32k (Lage)    | O   | Reihenhaus       |                  | 1953/1954 | Reichow, Hans Bernhard; Gühlk, Otto | 30964    | BW   |
| 25706 | Swebenhöhe 32l (Lage)    | O   | Reihenhaus       |                  | 1953/1954 | Reichow, Hans Bernhard; Gühlk, Otto | 30964    | BW   |
| 25707 | Swebenhöhe 32m (Lage)    | O   | Reihenhaus       |                  | 1953/1954 | Reichow, Hans Bernhard; Gühlk, Otto | 30964    | BW   |
| 25677 | Swebenhöhe 33a (Lage)    | O   | Reihenhaus       |                  | 1953/1954 | Reichow, Hans Bernhard; Gühlk, Otto | 30964    | BW   |
| 25679 | Swebenhöhe 33b (Lage)    | O   | Reihenhaus       |                  | 1953/1954 | Reichow, Hans Bernhard; Gühlk, Otto | 30964    | BW   |
| 25680 | Swebenhöhe 33c (Lage)    | O   | Reihenhaus       |                  | 1953/1954 | Reichow, Hans Bernhard; Gühlk, Otto | 30964    | BW   |
| 25681 | Swebenhöhe 33d (Lage)    | O   | Reihenhaus       |                  | 1953/1954 | Reichow, Hans Bernhard; Gühlk, Otto | 30964    | BW   |
| 25682 | Swebenhöhe 33e (Lage)    | O   | Reihenhaus       |                  | 1953/1954 | Reichow, Hans Bernhard; Gühlk, Otto | 30964    | BW   |
| 25683 | Swebenhöhe 33f (Lage)    | O   | Reihenhaus       |                  | 1953/1954 | Reichow, Hans Bernhard; Gühlk, Otto | 30964    | BW   |
| 25684 | Swebenhöhe 33g (Lage)    | O   | Reihenhaus       |                  | 1953/1954 | Reichow, Hans Bernhard; Gühlk, Otto | 30964    | BW   |
| 25685 | Swebenhöhe 33h (Lage)    | O   | Reihenhaus       |                  | 1953/1954 | Reichow, Hans Bernhard; Gühlk, Otto | 30964    | BW   |
| 25708 | Swebenhöhe 34a (Lage)    | O   | Reihenhaus       |                  | 1953/1954 | Reichow, Hans Bernhard; Gühlk, Otto | 30964    | BW   |
| 25709 | Swebenhöhe 34b (Lage)    | O   | Reihenhaus       |                  | 1953/1954 | Reichow, Hans Bernhard; Gühlk, Otto | 30964    | BW   |
| 25710 | Swebenhöhe 34c (Lage)    | O   | Reihenhaus       |                  | 1953/1954 | Reichow, Hans Bernhard; Gühlk, Otto | 30964    | BW   |
| 25711 | Swebenhöhe 34d (Lage)    | O   | Reihenhaus       |                  | 1953/1954 | Reichow, Hans Bernhard; Gühlk, Otto | 30964    | BW   |
| 25712 | Swebenhöhe 34e (Lage)    | O   | Reihenhaus       |                  | 1953/1954 | Reichow, Hans Bernhard; Gühlk, Otto | 30964    | BW   |
| 25713 | Swebenhöhe 34f (Lage)    | O   | Reihenhaus       |                  | 1953/1954 | Reichow, Hans Bernhard; Gühlk, Otto | 30964    | BW   |
| 25755 | Swebenhöhe 34g (Lage)    | O   | Reihenhaus       |                  | 1953/1954 | Reichow, Hans Bernhard; Gühlk, Otto | 30964    | BW   |
| 25756 | Swebenhöhe 34h (Lage)    | O   | Reihenhaus       |                  | 1953/1954 | Reichow, Hans Bernhard; Gühlk, Otto | 30964    | BW   |
| 25757 | Swebenhöhe 34i (Lage)    | O   | Reihenhaus       |                  | 1953/1954 | Reichow, Hans Bernhard; Gühlk, Otto | 30964    | BW   |
| 25758 | Swebenhöhe 34k (Lage)    | O   | Reihenhaus       |                  | 1953/1954 | Reichow, Hans Bernhard; Gühlk, Otto | 30964    | BW   |
| 25676 | Swebenhöhe 35a (Lage)    | O   | Reihenhaus       |                  | 1953/1954 | Reichow, Hans Bernhard; Gühlk, Otto | 30964    | BW   |
| 25686 | Swebenhöhe 35b (Lage)    | O   | Reihenhaus       |                  | 1953/1954 | Reichow, Hans Bernhard; Gühlk, Otto | 30964    | BW   |
| 25687 | Swebenhöhe 35c (Lage)    | O   | Reihenhaus       |                  | 1953/1954 | Reichow, Hans Bernhard; Gühlk, Otto | 30964    | BW   |
| 25688 | Swebenhöhe 35d (Lage)    | O   | Reihenhaus       |                  | 1953/1954 | Reichow, Hans Bernhard; Gühlk, Otto | 30964    | BW   |
| 25689 | Swebenhöhe 35e (Lage)    | O   | Reihenhaus       |                  | 1953/1954 | Reichow, Hans Bernhard; Gühlk, Otto | 30964    | BW   |
| 25690 | Swebenhöhe 35f (Lage)    | O   | Reihenhaus       |                  | 1953/1954 | Reichow, Hans Bernhard; Gühlk, Otto | 30964    | BW   |
| 25691 | Swebenhöhe 35g (Lage)    | O   | Reihenhaus       |                  | 1953/1954 | Reichow, Hans Bernhard; Gühlk, Otto | 30964    | BW   |
| 25692 | Swebenhöhe 35h (Lage)    | O   | Reihenhaus       |                  | 1953/1954 | Reichow, Hans Bernhard; Gühlk, Otto | 30964    | BW   |
| 25759 | Swebenhöhe 36a (Lage)    | O   | Reihenhaus       |                  | 1953/1954 | Reichow, Hans Bernhard; Gühlk, Otto | 30964    | BW   |
| 25760 | Swebenhöhe 36b (Lage)    | O   | Reihenhaus       |                  | 1953/1954 | Reichow, Hans Bernhard; Gühlk, Otto | 30964    | BW   |
| 25761 | Swebenhöhe 36c (Lage)    | O   | Reihenhaus       |                  | 1953/1954 | Reichow, Hans Bernhard; Gühlk, Otto | 30964    | BW   |
| 25762 | Swebenhöhe 36d (Lage)    | O   | Reihenhaus       |                  | 1953/1954 | Reichow, Hans Bernhard; Gühlk, Otto | 30964    | BW   |
| 25763 | Swebenhöhe 36e (Lage)    | O   | Reihenhaus       |                  | 1953/1954 | Reichow, Hans Bernhard; Gühlk, Otto | 30964    | BW   |
| 25764 | Swebenhöhe 36f (Lage)    | O   | Reihenhaus       |                  | 1953/1954 | Reichow, Hans Bernhard; Gühlk, Otto | 30964    | BW   |
| 25765 | Swebenhöhe 36g (Lage)    | O   | Reihenhaus       |                  | 1953/1954 | Reichow, Hans Bernhard; Gühlk, Otto | 30964    | BW   |
| 25766 | Swebenhöhe 36h (Lage)    | O   | Reihenhaus       |                  | 1953/1954 | Reichow, Hans Bernhard; Gühlk, Otto | 30964    | BW   |
| 25767 | Swebenhöhe 36i (Lage)    | O   | Reihenhaus       |                  | 1953/1954 | Reichow, Hans Bernhard; Gühlk, Otto | 30964    | BW   |
| 25768 | Swebenhöhe 36k (Lage)    | O   | Reihenhaus       |                  | 1953/1954 | Reichow, Hans Bernhard; Gühlk, Otto | 30964    | BW   |
| 25678 | Swebenhöhe 37a (Lage)    | O   | Reihenhaus       |                  | 1953/1954 | Reichow, Hans Bernhard; Gühlk, Otto | 30964    | BW   |
| 25693 | Swebenhöhe 37b (Lage)    | O   | Reihenhaus       |                  | 1953/1954 | Reichow, Hans Bernhard; Gühlk, Otto | 30964    | BW   |
| 25694 | Swebenhöhe 37c (Lage)    | O   | Reihenhaus       |                  | 1953/1954 | Reichow, Hans Bernhard; Gühlk, Otto | 30964    | BW   |
| 25695 | Swebenhöhe 37d (Lage)    | O   | Reihenhaus       |                  | 1953/1954 | Reichow, Hans Bernhard; Gühlk, Otto | 30964    | BW   |
| 25696 | Swebenhöhe 37e (Lage)    | O   | Reihenhaus       |                  | 1953/1954 | Reichow, Hans Bernhard; Gühlk, Otto | 30964    | BW   |
| 25697 | Swebenhöhe 37f (Lage)    | O   | Reihenhaus       |                  | 1953/1954 | Reichow, Hans Bernhard; Gühlk, Otto | 30964    | BW   |
| 25698 | Swebenhöhe 37g (Lage)    | O   | Reihenhaus       |                  | 1953/1954 | Reichow, Hans Bernhard; Gühlk, Otto | 30964    | BW   |
| 25699 | Swebenhöhe 37h (Lage)    | O   | Reihenhaus       |                  | 1953/1954 | Reichow, Hans Bernhard; Gühlk, Otto | 30964    | BW   |
| 25769 | Swebenhöhe 38a (Lage)    | O   | Reihenhaus       |                  | 1953/1954 | Reichow, Hans Bernhard; Gühlk, Otto | 30964    | BW   |
| 25770 | Swebenhöhe 38b (Lage)    | O   | Reihenhaus       |                  | 1953/1954 | Reichow, Hans Bernhard; Gühlk, Otto | 30964    | BW   |
| 25771 | Swebenhöhe 38c (Lage)    | O   | Reihenhaus       |                  | 1953/1954 | Reichow, Hans Bernhard; Gühlk, Otto | 30964    | BW   |
| 25772 | Swebenhöhe 38d (Lage)    | O   | Reihenhaus       |                  | 1953/1954 | Reichow, Hans Bernhard; Gühlk, Otto | 30964    | BW   |
| 25773 | Swebenhöhe 38e (Lage)    | O   | Reihenhaus       |                  | 1953/1954 | Reichow, Hans Bernhard; Gühlk, Otto | 30964    | BW   |
| 25774 | Swebenhöhe 38f (Lage)    | O   | Reihenhaus       |                  | 1953/1954 | Reichow, Hans Bernhard; Gühlk, Otto | 30964    | BW   |
| 25775 | Swebenhöhe 38g (Lage)    | O   | Reihenhaus       |                  | 1953/1954 | Reichow, Hans Bernhard; Gühlk, Otto | 30964    | BW   |
| 25776 | Swebenhöhe 38h (Lage)    | O   | Reihenhaus       |                  | 1953/1954 | Reichow, Hans Bernhard; Gühlk, Otto | 30964    | BW   |
| 25777 | Swebenhöhe 38i (Lage)    | O   | Reihenhaus       |                  | 1953/1954 | Reichow, Hans Bernhard; Gühlk, Otto | 30964    | BW   |
| 25778 | Swebenhöhe 38k (Lage)    | O   | Reihenhaus       |                  | 1953/1954 | Reichow, Hans Bernhard; Gühlk, Otto | 30964    | BW   |
| 25220 | Swebenhöhe 39a (Lage)    | O   | Reihenhaus       |                  | 1953/1954 | Reichow, Hans Bernhard; Gühlk, Otto | 30964    | BW   |
| 25700 | Swebenhöhe 39b (Lage)    | O   | Reihenhaus       |                  | 1953/1954 | Reichow, Hans Bernhard; Gühlk, Otto | 30964    | BW   |
| 24519 | Swebenhöhe 39c (Lage)    | O   | Reihenhaus       |                  | 1953/1954 | Reichow, Hans Bernhard; Gühlk, Otto | 30964    | BW   |
| 24520 | Swebenhöhe 39d (Lage)    | O   | Reihenhaus       |                  | 1953/1954 | Reichow, Hans Bernhard; Gühlk, Otto | 30964    | BW   |
| 24521 | Swebenhöhe 39e (Lage)    | O   | Reihenhaus       |                  | 1953/1954 | Reichow, Hans Bernhard; Gühlk, Otto | 30964    | BW   |
| 24522 | Swebenhöhe 39f (Lage)    | O   | Reihenhaus       |                  | 1953/1954 | Reichow, Hans Bernhard; Gühlk, Otto | 30964    | BW   |
| 24523 | Swebenhöhe 39g (Lage)    | O   | Reihenhaus       |                  | 1953/1954 | Reichow, Hans Bernhard; Gühlk, Otto | 30964    | BW   |
| 24524 | Swebenhöhe 39h (Lage)    | O   | Reihenhaus       |                  | 1953/1954 | Reichow, Hans Bernhard; Gühlk, Otto | 30964    | BW   |
| 25779 | Swebenhöhe 40a (Lage)    | O   | Reihenhaus       |                  | 1953/1954 | Reichow, Hans Bernhard; Gühlk, Otto | 30964    | BW   |
| 25780 | Swebenhöhe 40b (Lage)    | O   | Reihenhaus       |                  | 1953/1954 | Reichow, Hans Bernhard; Gühlk, Otto | 30964    | BW   |
| 25781 | Swebenhöhe 40c (Lage)    | O   | Reihenhaus       |                  | 1953/1954 | Reichow, Hans Bernhard; Gühlk, Otto | 30964    | BW   |
| 25782 | Swebenhöhe 40d (Lage)    | O   | Reihenhaus       |                  | 1953/1954 | Reichow, Hans Bernhard; Gühlk, Otto | 30964    | BW   |
| 25783 | Swebenhöhe 40e (Lage)    | O   | Reihenhaus       |                  | 1953/1954 | Reichow, Hans Bernhard; Gühlk, Otto | 30964    | BW   |
| 25784 | Swebenhöhe 40f (Lage)    | O   | Reihenhaus       |                  | 1953/1954 | Reichow, Hans Bernhard; Gühlk, Otto | 30964    | BW   |
| 25785 | Swebenhöhe 40g (Lage)    | O   | Reihenhaus       |                  | 1953/1954 | Reichow, Hans Bernhard; Gühlk, Otto | 30964    | BW   |
| 25786 | Swebenhöhe 40h (Lage)    | O   | Reihenhaus       |                  | 1953/1954 | Reichow, Hans Bernhard; Gühlk, Otto | 30964    | BW   |
| 25787 | Swebenhöhe 40i (Lage)    | O   | Reihenhaus       |                  | 1953/1954 | Reichow, Hans Bernhard; Gühlk, Otto | 30964    | BW   |
| 25788 | Swebenhöhe 40k (Lage)    | O   | Reihenhaus       |                  | 1953/1954 | Reichow, Hans Bernhard; Gühlk, Otto | 30964    | BW   |
| 25789 | Swebenhöhe 42a (Lage)    | O   | Reihenhaus       |                  | 1953/1954 | Reichow, Hans Bernhard; Gühlk, Otto | 30964    | BW   |
| 25790 | Swebenhöhe 42b (Lage)    | O   | Reihenhaus       |                  | 1953/1954 | Reichow, Hans Bernhard; Gühlk, Otto | 30964    | BW   |
| 25791 | Swebenhöhe 42c (Lage)    | O   | Reihenhaus       |                  | 1953/1954 | Reichow, Hans Bernhard; Gühlk, Otto | 30964    | BW   |
| 25792 | Swebenhöhe 42d (Lage)    | O   | Reihenhaus       |                  | 1953/1954 | Reichow, Hans Bernhard; Gühlk, Otto | 30964    | BW   |
| 25793 | Swebenhöhe 42e (Lage)    | O   | Reihenhaus       |                  | 1953/1954 | Reichow, Hans Bernhard; Gühlk, Otto | 30964    | BW   |
| 25794 | Swebenhöhe 42f (Lage)    | O   | Reihenhaus       |                  | 1953/1954 | Reichow, Hans Bernhard; Gühlk, Otto | 30964    | BW   |
| 25795 | Swebenhöhe 42g (Lage)    | O   | Reihenhaus       |                  | 1953/1954 | Reichow, Hans Bernhard; Gühlk, Otto | 30964    | BW   |
| 25796 | Swebenhöhe 42h (Lage)    | O   | Reihenhaus       |                  | 1953/1954 | Reichow, Hans Bernhard; Gühlk, Otto | 30964    | BW   |
| 25797 | Swebenhöhe 42i (Lage)    | O   | Reihenhaus       |                  | 1953/1954 | Reichow, Hans Bernhard; Gühlk, Otto | 30964    | BW   |
| 25798 | Swebenhöhe 42k (Lage)    | O   | Reihenhaus       |                  | 1953/1954 | Reichow, Hans Bernhard; Gühlk, Otto | 30964    | BW   |
| 25799 | Swebenhöhe 44a (Lage)    | O   | Reihenhaus       |                  | 1953/1954 | Reichow, Hans Bernhard; Gühlk, Otto | 30964    | BW   |
| 25800 | Swebenhöhe 44b (Lage)    | O   | Reihenhaus       |                  | 1953/1954 | Reichow, Hans Bernhard; Gühlk, Otto | 30964    | BW   |
| 25801 | Swebenhöhe 44c (Lage)    | O   | Reihenhaus       |                  | 1953/1954 | Reichow, Hans Bernhard; Gühlk, Otto | 30964    | BW   |
| 25802 | Swebenhöhe 44d (Lage)    | O   | Reihenhaus       |                  | 1953/1954 | Reichow, Hans Bernhard; Gühlk, Otto | 30964    | BW   |
| 25803 | Swebenhöhe 44e (Lage)    | O   | Reihenhaus       |                  | 1953/1954 | Reichow, Hans Bernhard; Gühlk, Otto | 30964    | BW   |
| 25805 | Swebenhöhe 44f (Lage)    | O   | Reihenhaus       |                  | 1953/1954 | Reichow, Hans Bernhard; Gühlk, Otto | 30964    | BW   |
| 25806 | Swebenhöhe 44g (Lage)    | O   | Reihenhaus       |                  | 1953/1954 | Reichow, Hans Bernhard; Gühlk, Otto | 30964    | BW   |
| 25807 | Swebenhöhe 44h (Lage)    | O   | Reihenhaus       |                  | 1953/1954 | Reichow, Hans Bernhard; Gühlk, Otto | 30964    | BW   |
| 25808 | Swebenhöhe 44i (Lage)    | O   | Reihenhaus       |                  | 1953/1954 | Reichow, Hans Bernhard; Gühlk, Otto | 30964    | BW   |
| 25809 | Swebenhöhe 44k (Lage)    | O   | Reihenhaus       |                  | 1953/1954 | Reichow, Hans Bernhard; Gühlk, Otto | 30964    | BW   |
| 25810 | Swebenhöhe 44l (Lage)    | O   | Reihenhaus       |                  | 1953/1954 | Reichow, Hans Bernhard; Gühlk, Otto | 30964    | BW   |
| 25811 | Swebenhöhe 44m (Lage)    | O   | Reihenhaus       |                  | 1953/1954 | Reichow, Hans Bernhard; Gühlk, Otto | 30964    | BW   |
| 25812 | Swebenhöhe 46a (Lage)    | O   | Reihenhaus       |                  | 1953/1954 | Reichow, Hans Bernhard; Gühlk, Otto | 30964    | BW   |
| 25813 | Swebenhöhe 46b (Lage)    | O   | Reihenhaus       |                  | 1953/1954 | Reichow, Hans Bernhard; Gühlk, Otto | 30964    | BW   |
| 25814 | Swebenhöhe 46c (Lage)    | O   | Reihenhaus       |                  | 1953/1954 | Reichow, Hans Bernhard; Gühlk, Otto | 30964    | BW   |
| 25815 | Swebenhöhe 46d (Lage)    | O   | Reihenhaus       |                  | 1953/1954 | Reichow, Hans Bernhard; Gühlk, Otto | 30964    | BW   |
| 25816 | Swebenhöhe 46e (Lage)    | O   | Reihenhaus       |                  | 1953/1954 | Reichow, Hans Bernhard; Gühlk, Otto | 30964    | BW   |
| 25817 | Swebenhöhe 46f (Lage)    | O   | Reihenhaus       |                  | 1953/1954 | Reichow, Hans Bernhard; Gühlk, Otto | 30964    | BW   |
| 25818 | Swebenhöhe 46g (Lage)    | O   | Reihenhaus       |                  | 1953/1954 | Reichow, Hans Bernhard; Gühlk, Otto | 30964    | BW   |
| 25819 | Swebenhöhe 46h (Lage)    | O   | Reihenhaus       |                  | 1953/1954 | Reichow, Hans Bernhard; Gühlk, Otto | 30964    | BW   |
| 25820 | Swebenhöhe 46i (Lage)    | O   | Reihenhaus       |                  | 1953/1954 | Reichow, Hans Bernhard; Gühlk, Otto | 30964    | BW   |
| 25821 | Swebenhöhe 46k (Lage)    | O   | Reihenhaus       |                  | 1953/1954 | Reichow, Hans Bernhard; Gühlk, Otto | 30964    | BW   |
| 25822 | Swebenhöhe 46l (Lage)    | O   | Reihenhaus       |                  | 1953/1954 | Reichow, Hans Bernhard; Gühlk, Otto | 30964    | BW   |
| 25823 | Swebenhöhe 46m (Lage)    | O   | Reihenhaus       |                  | 1953/1954 | Reichow, Hans Bernhard; Gühlk, Otto | 30964    | BW   |
| 25824 | Swebenhöhe 48a (Lage)    | O   | Reihenhaus       |                  | 1953/1954 | Reichow, Hans Bernhard; Gühlk, Otto | 30964    | BW   |
| 25825 | Swebenhöhe 48b (Lage)    | O   | Reihenhaus       |                  | 1953/1954 | Reichow, Hans Bernhard; Gühlk, Otto | 30964    | BW   |
| 25826 | Swebenhöhe 48c (Lage)    | O   | Reihenhaus       |                  | 1953/1954 | Reichow, Hans Bernhard; Gühlk, Otto | 30964    | BW   |
| 25827 | Swebenhöhe 48d (Lage)    | O   | Reihenhaus       |                  | 1953/1954 | Reichow, Hans Bernhard; Gühlk, Otto | 30964    | BW   |
| 25828 | Swebenhöhe 48e (Lage)    | O   | Reihenhaus       |                  | 1953/1954 | Reichow, Hans Bernhard; Gühlk, Otto | 30964    | BW   |
| 25829 | Swebenhöhe 48f (Lage)    | O   | Reihenhaus       |                  | 1953/1954 | Reichow, Hans Bernhard; Gühlk, Otto | 30964    | BW   |
| 25830 | Swebenhöhe 48g (Lage)    | O   | Reihenhaus       |                  | 1953/1954 | Reichow, Hans Bernhard; Gühlk, Otto | 30964    | BW   |
| 25831 | Swebenhöhe 48h (Lage)    | O   | Reihenhaus       |                  | 1953/1954 | Reichow, Hans Bernhard; Gühlk, Otto | 30964    | BW   |
| 25832 | Swebenhöhe 48i (Lage)    | O   | Reihenhaus       |                  | 1953/1954 | Reichow, Hans Bernhard; Gühlk, Otto | 30964    | BW   |
| 25833 | Swebenhöhe 48k (Lage)    | O   | Reihenhaus       |                  | 1953/1954 | Reichow, Hans Bernhard; Gühlk, Otto | 30964    | BW   |
| 25834 | Swebenhöhe 48l (Lage)    | O   | Reihenhaus       |                  | 1953/1954 | Reichow, Hans Bernhard; Gühlk, Otto | 30964    | BW   |
| 25835 | Swebenhöhe 48m (Lage)    | O   | Reihenhaus       |                  | 1953/1954 | Reichow, Hans Bernhard; Gühlk, Otto | 30964    | BW   |
| 26082 | Tegelweg 194a (Lage)     | O   | Reihenhaus       |                  | 1953/1954 | Reichow, Hans Bernhard; Gühlk, Otto | 30964    | BW   |
| 26084 | Tegelweg 194b (Lage)     | O   | Reihenhaus       |                  | 1953/1954 | Reichow, Hans Bernhard; Gühlk, Otto | 30964    | BW   |
| 26085 | Tegelweg 194c (Lage)     | O   | Reihenhaus       |                  | 1953/1954 | Reichow, Hans Bernhard; Gühlk, Otto | 30964    | BW   |
| 26086 | Tegelweg 194d (Lage)     | O   | Reihenhaus       |                  | 1953/1954 | Reichow, Hans Bernhard; Gühlk, Otto | 30964    | BW   |
| 26087 | Tegelweg 194e (Lage)     | O   | Reihenhaus       |                  | 1953/1954 | Reichow, Hans Bernhard; Gühlk, Otto | 30964    | BW   |
| 26088 | Tegelweg 194f (Lage)     | O   | Reihenhaus       |                  | 1953/1954 | Reichow, Hans Bernhard; Gühlk, Otto | 30964    | BW   |
| 26089 | Tegelweg 194g (Lage)     | O   | Reihenhaus       |                  | 1953/1954 | Reichow, Hans Bernhard; Gühlk, Otto | 30964    | BW   |
| 26083 | Tegelweg 196a (Lage)     | O   | Reihenhaus       |                  | 1953/1954 | Reichow, Hans Bernhard; Gühlk, Otto | 30964    | BW   |
| 26090 | Tegelweg 196b (Lage)     | O   | Reihenhaus       |                  | 1953/1954 | Reichow, Hans Bernhard; Gühlk, Otto | 30964    | BW   |
| 26091 | Tegelweg 196c (Lage)     | O   | Reihenhaus       |                  | 1953/1954 | Reichow, Hans Bernhard; Gühlk, Otto | 30964    | BW   |
| 26092 | Tegelweg 196d (Lage)     | O   | Reihenhaus       |                  | 1953/1954 | Reichow, Hans Bernhard; Gühlk, Otto | 30964    | BW   |
| 26093 | Tegelweg 196e (Lage)     | O   | Reihenhaus       |                  | 1953/1954 | Reichow, Hans Bernhard; Gühlk, Otto | 30964    | BW   |
| 26094 | Tegelweg 196f (Lage)     | O   | Reihenhaus       |                  | 1953/1954 | Reichow, Hans Bernhard; Gühlk, Otto | 30964    | BW   |
| 26081 | Tegelweg 198a (Lage)     | O   | Reihenhaus       |                  | 1953/1954 | Reichow, Hans Bernhard; Gühlk, Otto | 30964    | BW   |
| 26095 | Tegelweg 198b (Lage)     | O   | Reihenhaus       |                  | 1953/1954 | Reichow, Hans Bernhard; Gühlk, Otto | 30964    | BW   |
| 26096 | Tegelweg 198c (Lage)     | O   | Reihenhaus       |                  | 1953/1954 | Reichow, Hans Bernhard; Gühlk, Otto | 30964    | BW   |
| 26097 | Tegelweg 198d (Lage)     | O   | Reihenhaus       |                  | 1953/1954 | Reichow, Hans Bernhard; Gühlk, Otto | 30964    | BW   |
| 26098 | Tegelweg 198e (Lage)     | O   | Reihenhaus       |                  | 1953/1954 | Reichow, Hans Bernhard; Gühlk, Otto | 30964    | BW   |
| 26099 | Tegelweg 198f (Lage)     | O   | Reihenhaus       |                  | 1953/1954 | Reichow, Hans Bernhard; Gühlk, Otto | 30964    | BW   |
| 26079 | Tegelweg 200a (Lage)     | O   | Reihenhaus       |                  | 1953/1954 | Reichow, Hans Bernhard; Gühlk, Otto | 30964    | BW   |
| 26100 | Tegelweg 200b (Lage)     | O   | Reihenhaus       |                  | 1953/1954 | Reichow, Hans Bernhard; Gühlk, Otto | 30964    | BW   |
| 26101 | Tegelweg 200c (Lage)     | O   | Reihenhaus       |                  | 1953/1954 | Reichow, Hans Bernhard; Gühlk, Otto | 30964    | BW   |
| 26102 | Tegelweg 200d (Lage)     | O   | Reihenhaus       |                  | 1953/1954 | Reichow, Hans Bernhard; Gühlk, Otto | 30964    | BW   |
| 26103 | Tegelweg 200e (Lage)     | O   | Reihenhaus       |                  | 1953/1954 | Reichow, Hans Bernhard; Gühlk, Otto | 30964    | BW   |
| 25225 | Tegelweg 202a (Lage)     | O   | Reihenhaus       |                  | 1953/1954 | Reichow, Hans Bernhard; Gühlk, Otto | 30964    | BW   |
| 26104 | Tegelweg 202b (Lage)     | O   | Reihenhaus       |                  | 1953/1954 | Reichow, Hans Bernhard; Gühlk, Otto | 30964    | BW   |
| 26105 | Tegelweg 202c (Lage)     | O   | Reihenhaus       |                  | 1953/1954 | Reichow, Hans Bernhard; Gühlk, Otto | 30964    | BW   |
| 26106 | Tegelweg 202d (Lage)     | O   | Reihenhaus       |                  | 1953/1954 | Reichow, Hans Bernhard; Gühlk, Otto | 30964    | BW   |
| 26107 | Tegelweg 202e (Lage)     | O   | Reihenhaus       |                  | 1953/1954 | Reichow, Hans Bernhard; Gühlk, Otto | 30964    | BW   |
| 26108 | Tegelweg 202f (Lage)     | O   | Reihenhaus       |                  | 1953/1954 | Reichow, Hans Bernhard; Gühlk, Otto | 30964    | BW   |
| 26080 | Tegelweg 204a (Lage)     | O   | Reihenhaus       |                  | 1953/1954 | Reichow, Hans Bernhard; Gühlk, Otto | 30964    | BW   |
| 26109 | Tegelweg 204b (Lage)     | O   | Reihenhaus       |                  | 1953/1954 | Reichow, Hans Bernhard; Gühlk, Otto | 30964    | BW   |
| 26110 | Tegelweg 204c (Lage)     | O   | Reihenhaus       |                  | 1953/1954 | Reichow, Hans Bernhard; Gühlk, Otto | 30964    | BW   |
| 26111 | Tegelweg 204d (Lage)     | O   | Reihenhaus       |                  | 1953/1954 | Reichow, Hans Bernhard; Gühlk, Otto | 30964    | BW   |
| 26112 | Tegelweg 204e (Lage)     | O   | Reihenhaus       |                  | 1953/1954 | Reichow, Hans Bernhard; Gühlk, Otto | 30964    | BW   |
| 26113 | Tegelweg 204f (Lage)     | O   | Reihenhaus       |                  | 1953/1954 | Reichow, Hans Bernhard; Gühlk, Otto | 30964    | BW   |
| 26114 | Tegelweg 204g (Lage)     | O   | Reihenhaus       |                  | 1953/1954 | Reichow, Hans Bernhard; Gühlk, Otto | 30964    | BW   |